# Tonnoiraptera neozelandica
Tonnoiraptera neozelandica är en tvåvingeart som först beskrevs av Tonnoir 1926.  Tonnoiraptera neozelandica ingår i släktet Tonnoiraptera och familjen småharkrankar. Inga underarter finns listade i Catalogue of Life.